# 1RXS J160929.1-210524
1RXS J160929.1-210524 ist ein Stern im Sternbild Skorpion. Der Stern ist ein Mitglied der Scorpius-Centaurus-Assoziation, die rund 500 Lichtjahre von der Erde entfernt ist.